# Alderton (Northamptonshire)
Alderton is een civil parish in het bestuurlijke gebied South Northamptonshire, in het Engelse graafschap Northamptonshire met 248 inwoners. Alderton werd al vermeld in het Domesday Book van 1086. Indertijd telde men er onder meer zeven huishoudens en akkerland voor acht ploegen.
De plaats heeft negen vermeldingen op de Britse monumentenlijst. Daaronder bevindt zich de in 1848 geheel herbouwde dorpskerk. 